# Robert Flemyng
Pour les articles homonymes, voir Flemyng.
Robert Flemyng est un acteur anglais, né Benjamin Arthur Flemyng le 3 janvier 1912 à Liverpool (Angleterre), mort le 22 mai 1995 à Londres (Angleterre).

## Biographie
Dans les années 1930, Robert Flemyng débute au théâtre en Angleterre, où il se produira régulièrement. Entre 1938 et 1957, il joue dans six pièces à Broadway (New York), dont trois mises en scène par John Gielgud. Mentionnons The Cocktail Party de T. S. Eliot, créée à Broadway en janvier 1950 et représentée 409 fois jusqu'en janvier 1951, où Robert Flemyng tient le rôle principal d'Edward Chamberlayne, aux côtés d'Alec Guiness et Cathleen Nesbitt.
Au cinéma, après une première expérience en 1937, il participe à trente-deux autres films (britanniques ou américains, plus un film italien en 1964), de 1948 à 1993. L'un de ses films les mieux connus est Drôle de frimousse (1957), avec Fred Astaire et Audrey Hepburn.
Robert Fleyming apparaît également à la télévision, dans des séries et téléfilms, entre 1949 et 1995, année de sa mort.

## Filmographie partielle

### Au cinéma
- 1948 : The Guinea Pig de Roy Boulting
- 1949 : Guet-apens (Conspirator) de Victor Saville
- 1950 : La Lampe bleue ou Police sans armes (The Blue Lamp) de Basil Dearden
- 1951 : La Boîte magique de John Boulting, avec Robert Donat, Margaret Johnston (en), Maria Schell
- 1956 : L'Homme qui n'a jamais existé (The Man who never was) de Ronald Neame
- 1957 : Alerte en Extrême-Orient (Windom's Way) de Ronald Neame
- 1957 : Drôle de frimousse (Funny Face) de Stanley Donen
- 1959 : L'Enquête de l'inspecteur Morgan (Blind Date) de Joseph Losey
- 1959 : Un brin d'escroquerie (A Touch of Larceny) de Guy Hamilton
- 1962 : L'Effroyable secret du docteur Hichcock (L'orribile segreto del Dr. Hichcock) de Riccardo Freda
- 1966 : M.15 demande protection (The Deadly Affair) de Sidney Lumet
- 1966 : Le Secret du rapport Quiller (The Quiller Memorandum) de Michael Anderson
- 1968 : Le vampire a soif (The Blood Beast Terror) de Vernon Sewell
- 1969 : La Bataille d'Angleterre (Battle of Britain) de Guy Hamilton
- 1969 : Ah Dieu ! que la guerre est jolie (Oh ! What a Lovely War) de Richard Attenborough
- 1972 : Voyages avec ma tante (Travels with my Aunt) de George Cukor
- 1972 : Les Griffes du lion (Young Winston) de Richard Attenborough
- 1978 : La Grande Menace (The Medusa Touch) de Jack Gold : Le juge McKinley
- 1978 : Les 39 Marches (The 39 Steps) de Don Sharp : un magistrat
- 1988 : Paris by Night de David Hare
- 1991 : Kafka de Steven Soderbergh
- 1993 : Les Ombres du cœur (Shadowlands) de Richard Attenborough

### À la télévision
(séries, sauf mention contraire)
- 1960 : Destination Danger (Danger Man), Saison 1, épisode 11 La Clé (The Key)
- 1967 : Première série de Chapeau melon et bottes de cuir (The Avengers), Saison 5, épisode 21 Meurtres à épisodes (You have just been murdered)
- 1971 : Amicalement vôtre (The Persuaders) : épisode 6 Le Complot (The Time and the Place), de Roger Moore : Sir George
- 1976 : Seconde série de Chapeau melon et bottes de cuir (The New Avengers), Saison 1, épisode 7 Pour attraper un rat (To catch a Rat) de James Hill
- 1977 : Les Quatre Plumes blanches (en) (The Four Feathers), téléfilm de Don Sharp
- 1979 : Rebecca, téléfilm de Simon Langton
- 1983 : Les Professionnels (The Professionals), Saison 5, épisode 8 Le Piège diplomatique (The Untouchables)
- 1992 : Memento Mori, téléfilm de Jack Clayton

## Théâtre (sélection)

### Au Royaume-Uni
- 1934-1935 : Worse Things happen at Sea ! de Keith Winter, avec Frank Lawton (à Londres)
- 1937-1938 : Banana Ridge de Ben Travers (à Londres)
- 1955-1956 : Bell, Book and Candle de John Van Druten, mise en scène de Rex Harrison, avec Kay Kendall (à Bristol) (adaptée au cinéma en 1958)
- 1957-1958 : Beth d'Emlyn Williams (à Londres)
- 1960-1961 : The Last Joke d'Enid Bagnold, avec John Gielgud, Ralph Richardson (à Londres)
- 1979-1980 : La Mouette (The Seagull) d'Anton Tchekhov (à Bath)
- 1989-1990 : Bent de Martin Sherman, avec Ian McKellen (à Bath) (adaptée au cinéma en 1997)

### Aux États-Unis
(à Broadway, sauf mention contraire)
- 1938-1939 : Spring Meeting de M.J. Farrell et John Perry, mise en scène de John Gielgud, production de Gladys Cooper et Philip Merivale, avec Gladys Cooper, Arthur Shields
- 1939 : No Time for Comedy de S.N. Behrman, coproduite par Katharine Cornell, avec Margalo Gillmore, Laurence Olivier, John Williams, Katharine Cornell
- 1947 : L'Importance d'être Constant (The Importance of Being Earnest) d'Oscar Wilde, mise en scène de John Gielgud, avec Pamela Brown, Margaret Rutherford, John Gielgud
- 1947 : Amour pour amour (Love for Love) de William Congreve, mise en scène de John Gielgud, avec Pamela Brown, John Gielgud
- 1950-1951 : The Cocktail Party de T. S. Eliot, avec Alec Guinness (Henry Daniell en remplacement), Cathleen Nesbitt
- 1953 : The Constant Wife de William Somerset Maugham, avec Katharine Cornell, John Emery (à Chicago)
- 1954 : Portrait de femme (The Portrait of a Lady), adaptation par William Archibald du roman éponyme d'Henry James, mise en scène de José Quintero, avec Jennifer Jones, Cathleen Nesbitt, Barbara O'Neil (roman adapté au cinéma en 1996)
- 1957 : The Potting Shed de Graham Greene, avec Sybil Thorndike